# Mackenzie Kiritome

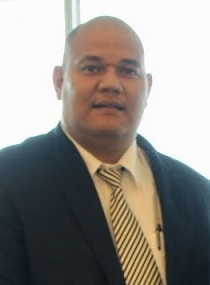
Mackenzie Kiritome (2017)

Mackenzie Kiritome (* in Kiribati) ist ein tuvaluischer Unternehmer und Politiker (parteilos). Er wurde bei der Parlamentswahl 2015 zum Vertreter des Atolls Nui gewählt. Bei der Parlamentswahl 2019 wurde er wiedergewählt.

## Leben
Mackenzie Kiritome wurde in Kiribati geboren und lebt heute in Tuvalu. Er ist Eigentümer der Mackenzie Trading Limited, die seit 2008 kleine Einzelhandelsgeschäfte auf den äußeren Inseln betreibt. Im Jahr 2010 beschäftigte das Unternehmen 40 Mitarbeiter. Mackenzie Trading Limited steht im Wettbewerb mit der Co-operative Society.